# Cristina Deutekom Concours
Het Cristina Deutekom Concours was een tweejaarlijkse zangwedstrijd voor jonge zangtalenten tot de leeftijd van vijfendertig jaar met de Nederlandse nationaliteit of die hun studie in Nederland hadden afgerond. Het concours werd van 1988 tot 2009 georganiseerd is vernoemd naar operazangeres Cristina Deutekom.
Een groot aantal van de prijswinnaars heeft naderhand aanzienlijke nationale en internationale carrières opgebouwd.

## Winnaars
- 1988
  - 1e prijs: Henk Poort (bariton)
  - 2e prijs (gedeeld): Ellen Bollongino (sopraan) en Wilma Verbeet (sopraan)
    - publieksprijs: Irene Maessen (sopraan)
    - aanmoedigingsprijs: Robert Schwarts (tenor)
- 1990
  - 1e prijs: Marianne Koopman (sopraan)
  - 2e prijs: Ingrid Kappelle (sopraan)
  - 3e prijs: Romain Bischoff (bas-bariton)
    - publieksprijs: Ineke de Vries-Berends (sopraan)
- 1992
  - 1e prijs: Angelina Ruzzafante (sopraan) (tevens publieksprijs)
  - 2e prijs: Marisca Mulder (sopraan)
  - 3e prijs: Janine Schepers (sopraan)
- 1994
  - 1e prijs: Frank van Aken (tenor)
  - 2e prijs: Nanco de Vries (bariton)
  - 3e prijs: Geert Smits (bariton)
- 1996
  - 1e prijs: Marcel Reijans (tenor)
  - 2e prijs: Patrick Henckens (tenor) (tevens publieksprijs)
  - 3e prijs: Peter Bording (bariton)
- 1999
  - 1e prijs: Tania Kross (mezzo-sopraan)
  - 2e prijs: Janny Zomer (sopraan)
  - 3e prijs: Cécile van de Sant (mezzo-sopraan)
- 2002
  - 1e prijs: niet vergeven
  - 2e prijs: Maaike Molenaar (sopraan)
  - 3e prijs (gedeeld): Marije van Stralen (sopraan) (tevens publieksprijs) en André Post (tenor)
- 2004
  - 1e prijs: Hanneke de Wit (sopraan) (tevens publieksprijs)
  - 2e prijs: Kim Savelsbergh (sopraan)
  - 3e prijs: Francis van Broekhuizen (sopraan)
    - Cristina Deutekom prijs: Lisette Bolle (sopraan)
- 2006
  - 1e prijs: Marieke Steenhoek (sopraan) (tevens publieksprijs)
  - 2e prijs: Marijn Zwitserlood (bariton)
  - 3e prijs: Wiard Withold (bariton)
- 2009
  - 1e prijs: Laila Sbaiti (sopraan) (tevens publieksprijs)
  - 2e prijs: Selma Harkink (sopraan)
  - 3e prijs: Erik Slik (tenor)